# Cerveja El Alcazar
A cerveja El Alcázar é uma marca espanhola de cervejas pertencente ao grupo Heineken España. Foi fundada em 1928 na cidade de Jaén. Tem como símbolo o castelo de Santa Catalina, tambem conhecido como El Alcázar.

## História
- 1921 - Começa a ser vendida em Jaén uma cerveja com o nome de El Lagarto.[3]
- 1928 - Registro da marca El Alcazar.[4][5]
- 1961 - Construção da fábrica de cerveja de La Imora.[5]Criação de uma filial em Ciudad Real, onde se fabricava a cerveja Calatrava.[6]
- 1985 - Foi adquerida pela Cruzcampo.[7]
- 1991 - O grupo Cruzcampo é adquerido pela Guinness.[8]
- 2001 - O grupo Cruzcampo é adquerido pela Heineken[9].
- 2007 - O Tribunal de Defensa de la Competencia ordena a venda da marca El Alcazar a um terceiro por motivos concorrenciais[9]. No acordo de venda fica estipulado que a marca pertence a Ibersuizas mas a sua produção continua a ser feita na fabrica de Imora pela Heineken[9]
- 2015 - O acordo de fabricação não foi renovado pela Heineken, levando ao fim da fabricação da marca.[10]
- 2019 - Relançamento da marca pela Heineken.[3]

## Gama de produtos
El Alcázar: Cerveja com corpo, sabor intenso e fortes notas aromáticas; Álcool:6%

## Fabrica
Produzida na fabrica original de La Imora.

## Ingredientes
Água, malte de cevada e lúpulo. Contém glúten.

## Mercados
Relançada nas zonas anteriormente vinculadas a marca, como as Província de Jaén, Granada e a Costa do Sol.